# Niugang
Niugang (kinesiska: 牛岗, 牛岗镇) är en köping i Kina. Den ligger i provinsen Henan, i den centrala delen av landet, omkring 310 kilometer sydost om provinshuvudstaden Zhengzhou.
Genomsnittlig årsnederbörd är 1 211 millimeter. Den regnigaste månaden är augusti, med i genomsnitt 208 mm nederbörd, och den torraste är januari, med 21 mm nederbörd.